# Cabocla (romance)
Cabocla é um romance brasileiro escrito por Ribeiro Couto e publicado em 1931.
No livro, Ribeiro Couto exterioriza os sentimentos do homem que, ao contato com a natureza e a vida simples do campo, descobre a felicidade e dá a esta novos conceitos.

## Enredo
Jerônimo é um estudante que, sonhando com o repouso na Europa e com a vida do Rio de Janeiro, é enviado à Vila da Mata, o lugarejo onde acaba descobrindo um novo e feliz universo, encontrando o amor na bela morena da modesta estaçãozinha de Pau-d'Alho.

## Personagens
- Zuca: É a filha única de Zé da Estação e Siá Bina e noiva de Tobias. Ajuda a mãe nos afazeres do hotel. Bonita e faceira, ela se apaixona por Jerônimo, o moço vindo da capital.
- Jerônimo: Filho único de Joaquim e primo de Boanerges. Estudante do 3º ano de engenharia que leva uma vida boemia cercada de várias mulheres e por isso tem uma lesão no pulmão. Seu pai o envia para Vila da Mata para se tratar e lá sua vida é radicalmente transformada.
- Emerenciana: Esposa de Boanerges e madrinha de Zuca, é mãe amorosa de quatro filhos e está a espera do quinto. Simpática é o ponto de apoio da família.
- Boanerges: Líder político da região. Boa pessoa e muito querido por todos. Marido de Emerenciana, primo de Jerônimo e Joaquim e pai de Isaura, Emiliano, Maria e Roberto.
- Siá Bina: Mãe de Zuca. É batalhadora e cuida dos afazeres do hotel. Adora Tobias e fica aflita com a ameaça do fim do noivado de Zuca e Tobias.
- Zé da Estação: Pai de Zuca. Chefe da estação de Pau d'Alho e dono do único hotel da cidade. Assim como Siá Bina, adora Tobias e fica preocupado com a ameaça do fim do noivado de Zuca e Tobias.

## Adaptações para televisão e cinema
- Cabocla - telenovela de 1959, com Glauce Rocha como Zuca e Sebastião Vasconcelos como Jerônimo
- Cabocla - telenovela de 1979, com Glória Pires como Zuca, Fábio Júnior como (Luís) Jerônimo, Neusa Amaral como Emerenciana, Cláudio Corrêa e Castro como Boanerges, Ísis Kochdoski como Pequetita Novais, Milton Moraes como Joaquim, Arlete Salles como Pepa, La Sevilhana e Roberto Bonfim como Tobias.
- Cabocla - telenovela de 2004, com Vanessa Giácomo como Zuca, Daniel de Oliveira como (Luís) Jerônimo, Patrícia Pillar como Emerenciana, Tony Ramos como Boanerges, Mareliz Rodrigues como Pequetita Novais, Reginaldo Faria como Joaquim, Elena Toledo como Pepa, La Sevilhana e Malvino Salvador como Tobias.